# Paroi magnétique
Dans un matériau ferromagnétique, une paroi magnétique ou paroi de domaine est une zone de transition entre deux domaines d'aimantation différentes ou domaines de Weiss,.

## Définition générale
En magnétisme, on utilise le terme paroi pour décrire l'interface entre deux domaines magnétiques (ou domaines de Weiss). Chaque domaine est orienté selon un axe d'anisotropie du cristal dans lequel il est présent. La paroi de domaine marque le passage d'une zone aimantée à une autre. Pour autant, ce n'est pas une variation brusque : le changement se fait graduellement, sur une distance finie, avec un renversement progressif et continu de l'orientation du moment magnétique ({\displaystyle \theta }) en fonction de l'épaisseur. Ce phénomène se produit dans le but de minimiser l'énergie de la paroi. En effet, l'énergie d'une paroi abrupte peut s'écrire sous la forme :
{\displaystyle E_{paroi}={\frac {4JS^{2}}{a^{2}}}\cong {\frac {2A}{a}},}où J est la constante d'échange, S est le spin, a est le paramètre de maille, et A est la rigidité d'échange (cf. Interaction d'échange).
Typiquement, cette énergie est de l'ordre de 0,1 J.m−2.
Nous pouvons schématiser une paroi (zone de transition) à 180° par :

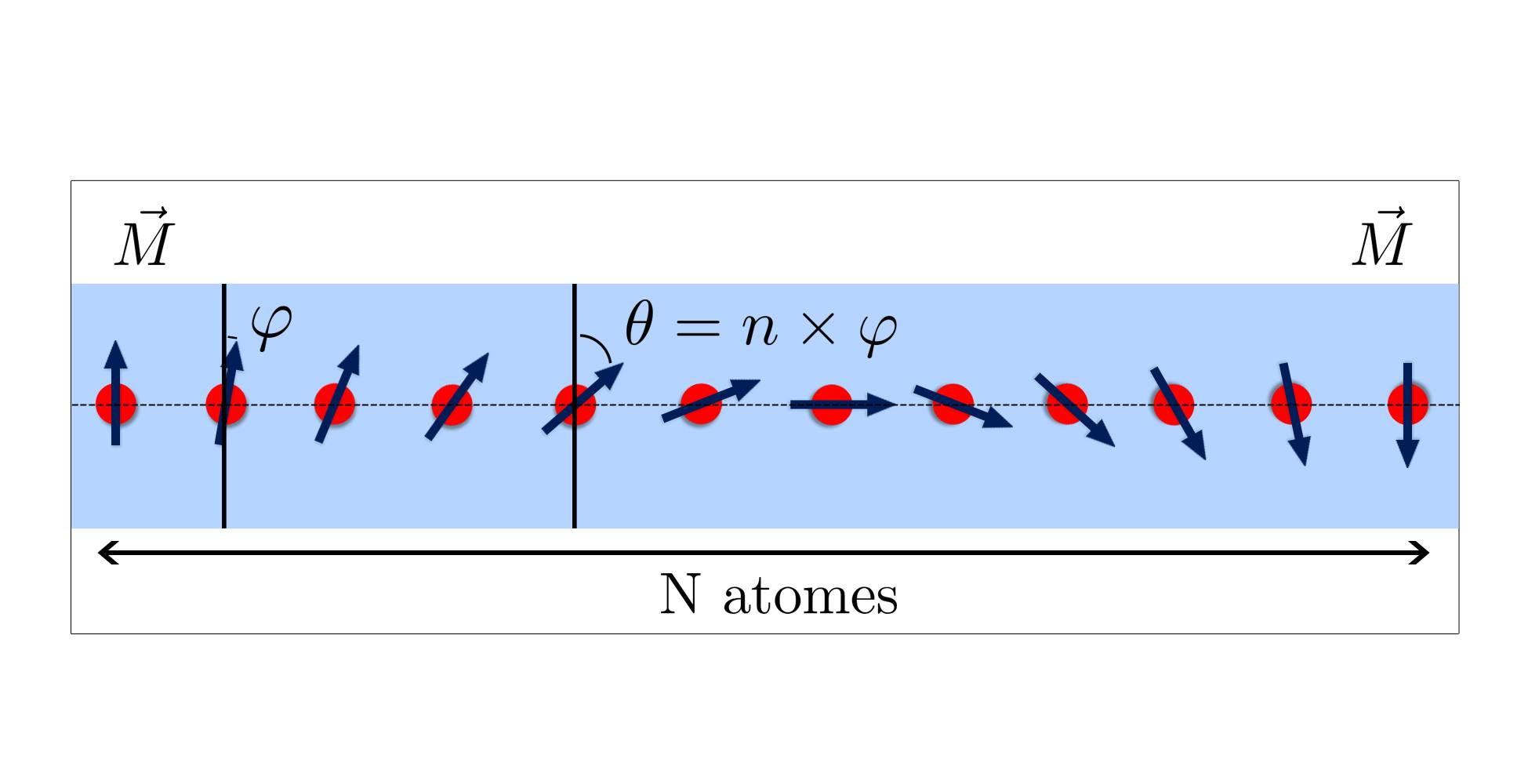
Ce schéma représente l'évolution progressive de l'orientation des moments magnétiques dans une paroi à 180°.

- {\displaystyle \theta } représente l'angle entre deux moments adjacents
- la paroi comporte N atomes. L'atome numéro n a son moment magnétique qui fait un angle {\displaystyle \theta =n\times \varphi } avec la verticale. On a également {\displaystyle \pi =N\times \varphi }
- a représente le paramètre de maille (la distance entre deux atomes).

La longueur totale de la paroi est {\displaystyle \lambda =N\times a}.
Pour ce type de paroi, les résultats approximatifs suivants sont obtenus :
- énergie de la paroi : {\displaystyle E_{paroi}\simeq {\sqrt {AK_{1}}}\thicksim 1mJ.m^{-2}}
- largeur de la paroi : {\displaystyle L_{paroi}\simeq {\sqrt {\frac {A}{K_{1}}}}\sim 10-100nm}

où K1 est la constante d'anisotropie, dont la valeur peut varier entre 0,1 et 104 kJ.m−3.
Le premier résultat permet de comparer l'énergie de la paroi dans le cas d'une transition abrupte et d'une transition graduelle. L'énergie du système est réduite d'un facteur 100.
Idéalement, une paroi entre deux domaines serait totalement indépendante de sa position dans le cristal, mais en réalité, la paroi est influencée par la structure cristalline du matériau notamment par les défauts cristallins au sein du matériau ou sites d'inclusion du milieu. Ces derniers comprennent les atomes manquants ou étrangers, les oxydes, isolants et les zones de contrainte. Ils limitent la formation de parois de domaine et leur propagation dans le milieu.

## Types de parois

### Paroi de Bloch

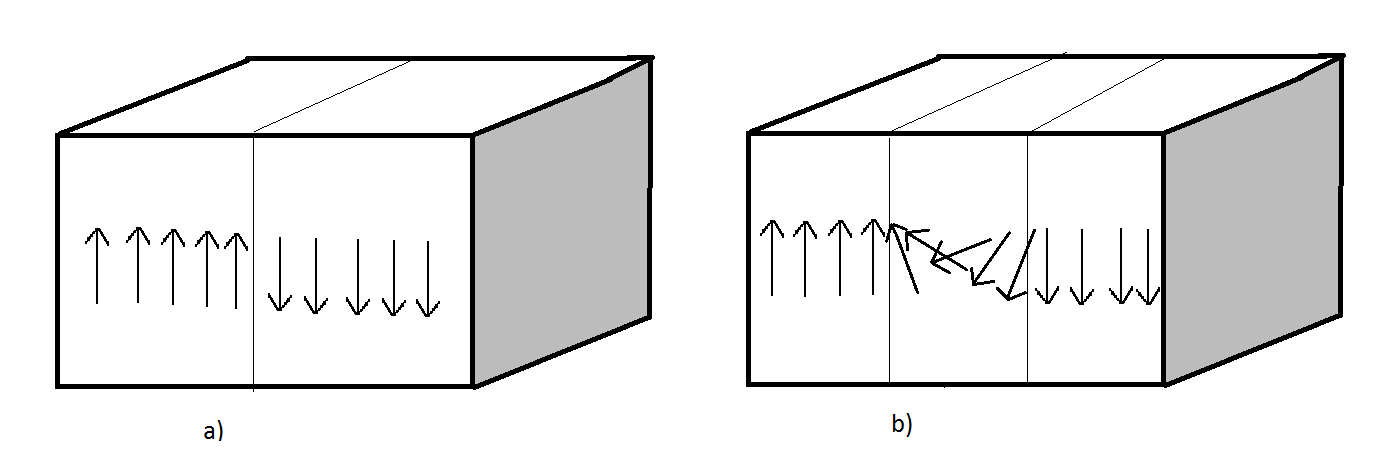
En a), une transition brutale entre deux domaines de Weiss. En b), une transition progressive. Cette zone est appelée paroi de Bloch

Une paroi de Bloch est une zone de transition entre deux domaines de Weiss dans un matériau. C'est une région où les moments magnétiques changent graduellement d'un domaine de Weiss à l'autre, dans le plan de la paroi.
L’origine de la paroi de Bloch s’explique par le fait qu’une transition graduelle comme sur la figure b) est beaucoup moins coûteuse en énergie que la transition abrupte de la figure a).

### Paroi de Néel

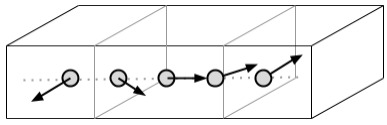
Une paroi de Neel

De façon analogue aux parois de Bloch, les parois de Néel correspondent aussi à un changement de direction de l'aimantation entre deux domaines de Weiss.
Ici, la direction du moment magnétique varie dans le plan de l'aimantation (plan de la couche mince magnétique).
Les parois de Néel ne se forment normalement que dans le cas des couches minces qui ont une épaisseur inférieure à une valeur critique (de l'ordre de la dizaine de nanomètres).
Pour des couches plus épaisses ou des matériaux massifs, les parois de Bloch sont énergétiquement plus favorisées que les parois de Néel.

### Paroi privilégiée dans le cas d'une couche mince
Dans une couche mince magnétique, les moments s'orientent dans le plan de la couche, en raison de l'anisotropie de forme.
Les parois de Bloch produisent alors des moments perpendiculaires à la surface du matériau, ce qui entraîne la création de charges superficielles à la surface. Au contraire, les parois de Néel produisent des moments dans le plan de la couche, ce qui génère des charges de volume. En dessous d'une épaisseur de couche critique, le coût énergétique des charges de surface devient plus important que celui des charges de volume. Les parois sont alors de type Néel. Au-dessus de cette épaisseur critique, elles sont de type Bloch.

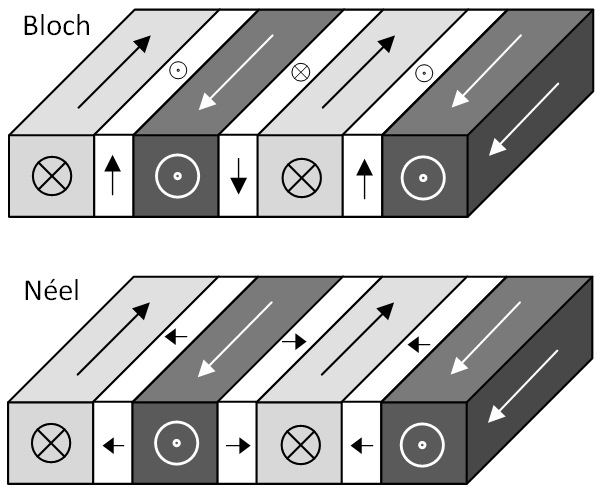
Transitions à 180° pour des parois de Bloch et de Néel.

## Énergie d'une paroi de Bloch
L'énergie de forme (aussi appelée énergie magnétostatique) du matériau est diminuée lorsque l'aimantation d'un matériau est divisée en domaines magnétiques. Cependant, la transition entre ces domaines magnétiques se fait grâce à une paroi qui a un coût énergétique. L'énergie associée à la paroi est composée de deux termes :
- l''énergie d'échange, qui tend à imposer un angle faible entre les aimantations (paroi longue)
- l'énergie magnéto-cristalline, qui tend à aligner les moments magnétiques selon l'axe d'anisotropie (paroi courte).

La paroi est établie lorsque l'énergie totale est minimisée.
L'énergie d'échange entre deux moments magnétiques i et j pour un atome de la paroi vaut :{\displaystyle E_{ech}=-2JS^{2}.cos(\varphi _{ij})} On peut étendre cette relation à tous les atomes d'une cellule en supposant {\displaystyle \varphi } petit :{\displaystyle E_{ech}=-2A.cos({\frac {d\varphi }{dx}}),}
où {\displaystyle A={\frac {nJS^{2}}{a}}}, la constante d'échange avec n le nombre d'atomes par cellule et a le paramètre de maille.
On peut faire un développement limité pour {\displaystyle \varphi } petit :{\displaystyle E_{ech}=-2A+A({\frac {d\varphi }{dx}})^{2}}
En l'absence de paroi, les moments magnétiques seraient parallèles entre eux et l'énergie d'échange vaudrait {\displaystyle E_{ech}=-2A}.
La présence de la paroi conduit à une augmentation de l'énergie d'échange {\displaystyle \Delta E_{ech}=A({\frac {d\varphi }{dx}})^{2}}.
L'énergie magnéto-cristalline associée à la paroi, est une fonction {\displaystyle g(\varphi )}. En faisant l'hypothèse d'une anisotropie uni-axiale, {\displaystyle g(\varphi )} vaut pour un atome :
{\displaystyle E_{mc}=g(\varphi )=K.\sin ^{2}{(\varphi )},} où K est la constante d'anisotropie.
Pour une rangée d'atomes, on a :
{\displaystyle {\begin{cases}E_{mc}=K\sum \limits _{n=0}^{N}\sin ^{2}{(\varphi )}\\E_{ech}=-2NA+A\sum _{n=0}^{N}({\frac {d\varphi }{dx}})^{2}\end{cases}}}
La somme discrète sur {\displaystyle n} est transformée en une intégrale continue sur {\displaystyle x}.
{\displaystyle E_{paroi}=E_{ech}+E_{mc}=\int _{-\infty }^{+\infty }(A({d\varphi  \over dx})^{2}+K.sin^{2}(\varphi )).dx}
Il faut maintenant trouver une relation entre {\displaystyle x} et {\displaystyle \varphi }. On peut raisonner en termes de moment :
{\displaystyle L_{ech}={dE_{ech} \over d\varphi }=A{\partial (\partial \varphi /\partial x)^{2} \over \partial \varphi }=2A{\partial \varphi  \over \partial x}.{\partial ^{2}\varphi  \over \partial x^{2}}.{\partial x \over \partial \varphi }=2A{d^{2}\varphi  \over dx^{2}}}{\displaystyle L_{mc}={dE_{mc} \over d\varphi }={dg(\varphi ) \over d\varphi }}
À l'équilibre, les deux moments doivent se compenser (même norme et sens opposés).{\displaystyle {dg(\varphi ) \over d\varphi }+2A{d^{2}\varphi  \over dx^{2}}=0}
En multipliant chaque terme par {\displaystyle {d\varphi  \over dx}} et en intégrant selon {\displaystyle x}, on obtient :
{\displaystyle \int _{x}{d\varphi  \over dx}.{dg(\varphi ) \over d\varphi }dx=g(\varphi )}
{\displaystyle \int _{x}{d\varphi  \over dx}2A.{d^{2}\varphi  \over dx^{2}}dx=2A\int _{x}{d\varphi  \over dx}.{1 \over 2}.{d(d\varphi /dx) \over dx}dx=A.({d\varphi  \over dx})^{2}}
d'où :
{\displaystyle A({d\varphi  \over dx})^{2}=g(\varphi )<=>{d\varphi  \over dx}={\sqrt {g(\varphi ) \over A}}<=>dx={\sqrt {A}}.{d\varphi  \over {\sqrt {g(\varphi )}}}}
On en déduit l'énergie sachant qu'à l'équilibre {\displaystyle A({d\varphi  \over dx})^{2}=g(\varphi )} :
{\displaystyle E_{paroi}=\int _{-\infty }^{+\infty }2.g(\varphi )dx} avec {\displaystyle dx={\sqrt {A}}.{d\varphi  \over {\sqrt {g(\varphi )}}}}
{\displaystyle E_{paroi}=2{\sqrt {A}}\int _{0}^{\pi }{\sqrt {g(\varphi )}}d\varphi }
Pour une anisotropie uni-axiale :
{\displaystyle E_{paroi}=2{\sqrt {AK}}\int _{0}^{\pi }{\sqrt {sin^{2}(\varphi )}}d\varphi =2{\sqrt {AK}}[-cos(\varphi )]_{0}^{\pi }=4{\sqrt {AK}}}

## Largeur d'une paroi
La largeur d'une paroi de domaine dépend de la combinaison de deux énergies antagonistes : l'énergie due à l'anisotropie magnéto-cristalline et l'énergie d'échange. Cette combinaison tend vers un état énergétique plus favorable en minimisant ces termes d'énergie.
L'énergie d'anisotropie est minimale lorsque les moments magnétiques individuels sont alignés parallèlement à la structure du cristal, diminuant ainsi la largeur de la paroi. L'énergie d'échange en revanche diminue lorsque les moments magnétiques sont alignés entre eux, ce qui a pour effet d'élargir la paroi à cause des répulsions. L'équilibre final est intermédiaire et la largeur de la paroi est ainsi fixée. Une forte énergie magné-tocristalline conduit à une faible largeur de paroi alors qu'une forte énergie d'échange conduit à une paroi plus large.
On sait, d'après les calculs précédents que :
{\displaystyle dx={\sqrt {A}}.{d\varphi  \over {\sqrt {g(\varphi )}}}} qui correspond à un élément de longueur dans la paroi.
{\displaystyle x={\sqrt {A}}\int {d\varphi  \over {\sqrt {g(\varphi )}}}={\sqrt {A \over K}}\int {d\varphi  \over sin\varphi }}. On trouve ainsi la relation entre {\displaystyle x} et {\displaystyle \varphi } :
{\displaystyle x={\sqrt {A \over K}}.ln(tan({\varphi  \over 2}))}

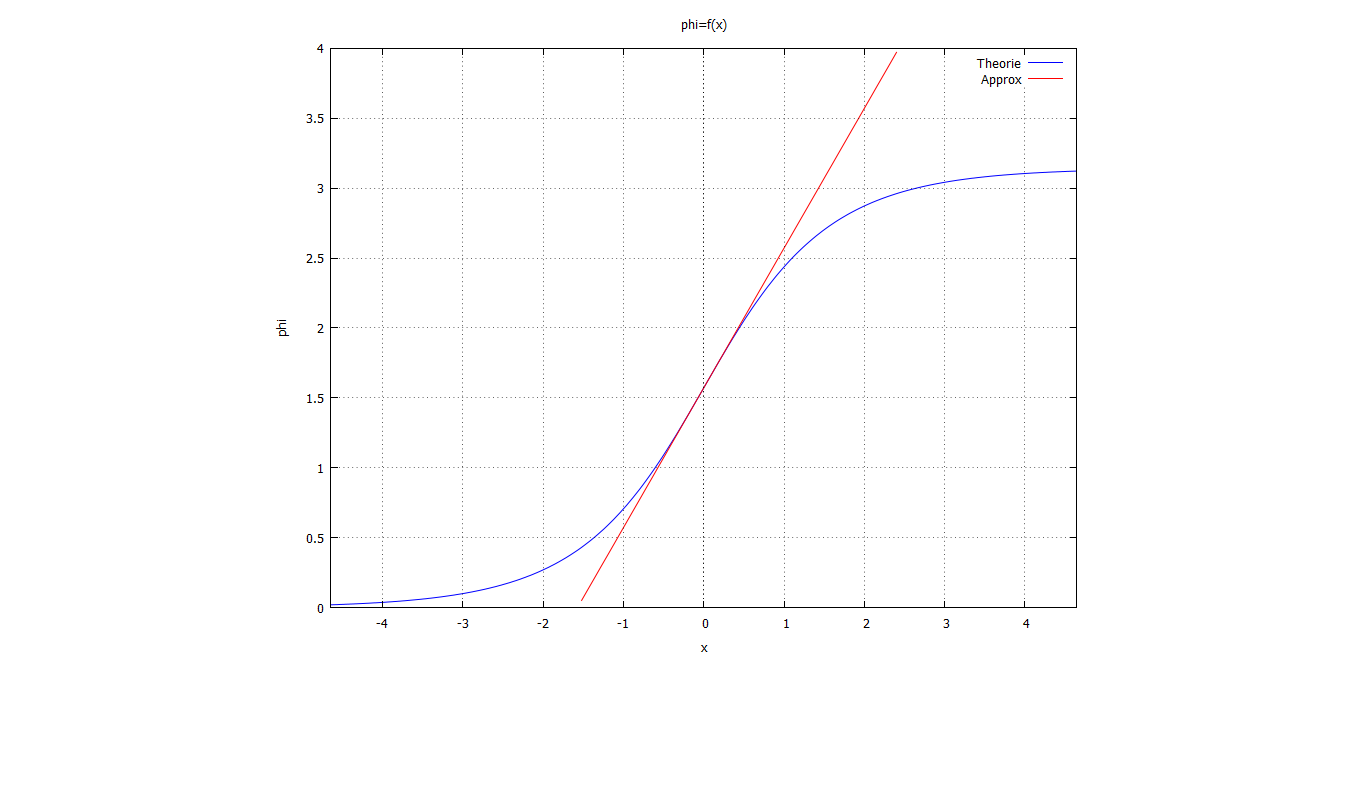
Courbe illustrant la variation de l'aimantation en fonction de la distance en unité (est exprimé en radians)

On remarque que cet élément de longueur dans la paroi tend vers l'infini (selon {\displaystyle \varphi }). On peut cependant définir une valeur arbitraire du mur connaissant la pente de {\displaystyle \varphi } en fonction de {\displaystyle x}. On peut cependant définir une valeur arbitraire du mur connaissant la pente de {\displaystyle \varphi } en fonction de {\displaystyle x}.
{\displaystyle {d\varphi  \over dx}={\sqrt {g(\varphi ) \over A}}}, pour un cristal présentant une anisotropie uni-axiale, {\displaystyle g(\varphi )=K.\sin ^{2}{(\varphi )}}.
On choisit de prendre la pente au milieu de la paroi soit {\displaystyle {d\varphi  \over dx}={\sqrt {K \over A}}} pour {\displaystyle \varphi }=90° ({\displaystyle \pi  \over 2}).
On cherche la solution pour {\displaystyle \varphi } = 0 et  {\displaystyle \varphi }=180.
On trouve finalement que la largeur de la paroi vaut {\displaystyle \lambda =\pi {\sqrt {A \over K}}}.